# Schloss Wässerndorf

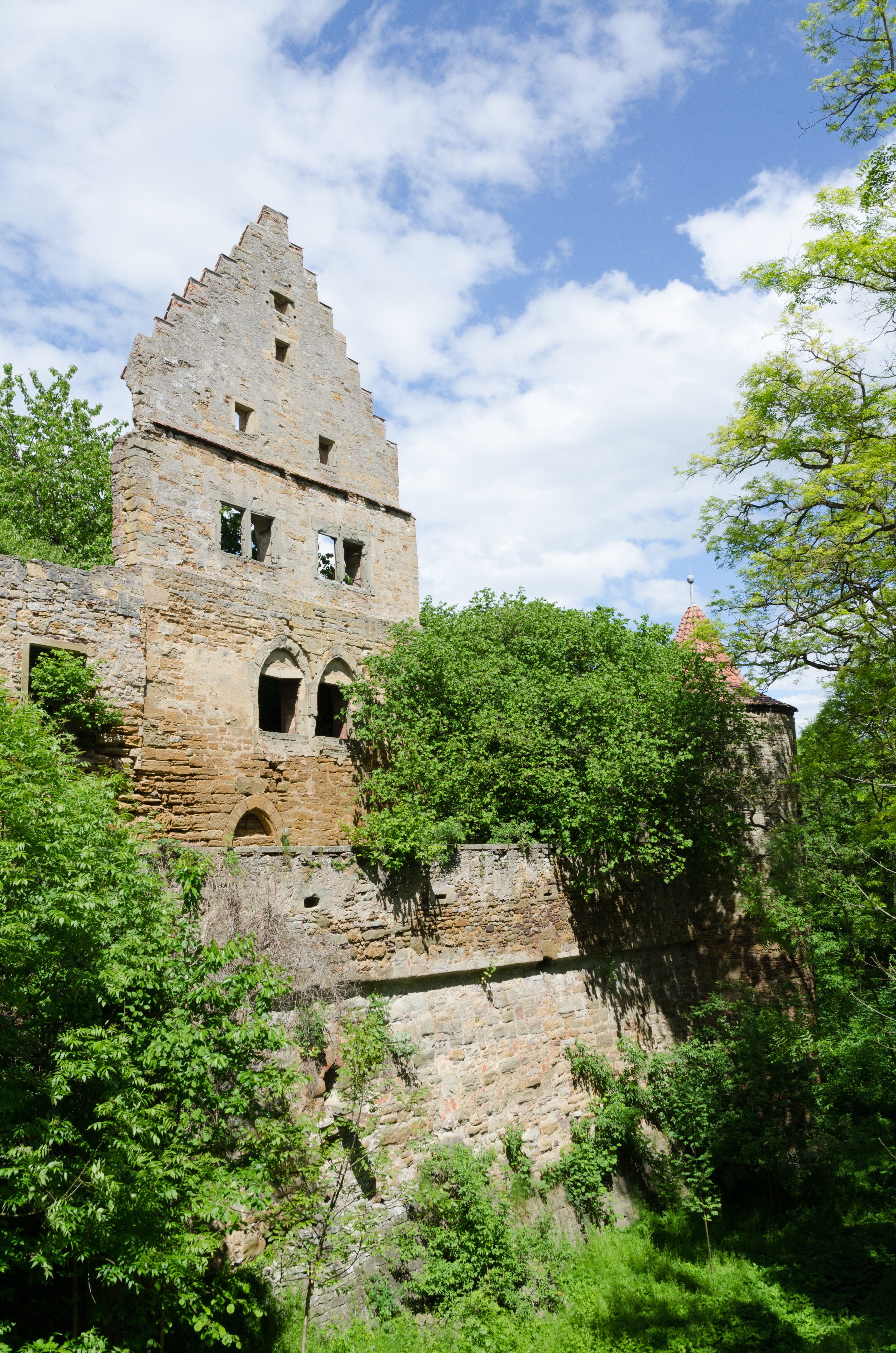
Die erhaltenen Reste des Schlosses

Das Schloss Wässerndorf ist ein ehemaliger Adelssitz im Seinsheimer Ortsteil Wässerndorf im Landkreis Kitzingen. Das Schloss war bis zum Ende des Zweiten Weltkriegs bewohnt, bevor es durch Kriegseinwirkungen zerstört wurde. Die Ruinen haben sich bis heute erhalten. Das Schloss befindet sich in der Ortsmitte.

## Geschichte
Die Geschichte des Schlosses ist eng mit der Geschichte der Familie von Seinsheim verbunden. Im 12. Jahrhundert wurde erstmals ein Ministeriale mit dem Namen „de Sovensheim“ erwähnt, ab dem Jahr 1263 hatte die Familie in Wässerndorf ihren Stammsitz. In diesem Zeitraum, der zweiten Hälfte des 13. und der ersten Hälfte des 14. Jahrhunderts, wurde auch der Vorgängerbau des Schlosses an gleicher Stelle errichtet. Zunächst entstand eine Wasserburg.
Im Jahr 1502 erwarb Freiherr Johann von Schwarzenberg zwei Viertel des Besitzes im Dorf. Der Bauernkrieg des Jahres 1525 zerstörte einige Teile der Anlage, der Großteil blieb jedoch erhalten. Im Jahr 1529 fiel Wässerndorf und sein Schloss an die Erlacher Linie der Herren von Seinsheim. Ein weiteres Viertel kam 1538 an Johann von Schwarzenberg. Sein Sohn Friedrich komplettierte die Erwerbungen im Jahr 1550, sodass sich ganz Wässerndorf in der Hand der Schwarzenberger befand.
Freiherr Friedrich von Schwarzenberg begann im Jahr 1555 mit dem Bau des heutigen Schlosses. Im 18. Jahrhundert nahm man einige Umbauten am Gebäude vor, so wurde die Zugbrücke durch eine steinerne Brücke ersetzt. Ab dem Jahr 1910 bewohnte die Familie von Pölnitz den ehemaligen Adelssitz. Das Schloss wurde im Jahr 1936 von den Nationalsozialisten enteignet, die ehemaligen Eigentümer durften die Anlage allerdings noch bewohnen.
In den letzten Tagen des Zweiten Weltkriegs, die Amerikaner hatten das Dorf bereits eingenommen, wurde das Schloss durch ein Feuer zerstört. Die Hintergründe für die Tat sind unklar, es handelte sich wohl um eine Racheaktion, weil ein amerikanischer Offizier im Dorf erschossen worden war. Der Brand zerstörte neben dem Schloss auch mehrere tausend Kisten eingelagerter Archivalien und Kunstgegenstände aus Würzburg und München. In den Räumen des Schlosses untergebrachte Flüchtlinge, darunter der Komponist Armin Knab, konnten fliehen.
In der Nachkriegszeit kam die Ruine an den bayerischen Staat. Dieser verkaufte die Anlage an Privatpersonen. In mehreren Briefen bezeugten Augenzeugen die Willkür, die zum Abbrennen des Schlosses geführt habe, ein Wiederaufbau fand jedoch nicht statt. 1971/1972 wurden einige kleinere Instandsetzungen vorgenommen. Heute ist die zerstörte Anlage in den Händen der Familie Roethe. Diese hat, zusammen mit einem Schlossruinenverein, das ehemalige Schloss in ein Mahnmal gegen den Krieg umgewandelt. Die Ruine wird als Baudenkmal geführt, während die untertägigen Reste von Vorgängerbauten als Bodendenkmal eingeordnet werden.

## Beschreibung
Die Anlage in der Dorfmitte ist nach Nordnordwesten ausgerichtet. Sie ist beinahe quadratisch und wird von einem breiten Graben umgeben, der heute nicht mehr wasserführend ist. Das Schloss hat einen nahezu quadratischen Bering und ist von einer hohen Ringmauer eingerahmt. Sechs Rundtürme gliedern diese Mauer. Drei Rundtürme stehen auf der Nordseite, drei im Westen und zwei im Osten. Zwei Halbrundtürme sind ebenfalls erhalten. Einer von ihnen im Süden enthält das Tor, das in den Innenhof des Schlosses führt. Der Graben wird über eine Steinbrücke überwunden. Die Rundtürme kragen in den Obergeschossen weit nach oben, zwei von ihnen weisen nachträglich angebrachte Kegeldächer auf. Die innerhalb des Berings gelegene dreigeschossige Vierflügelanlage ist nur noch teilweise erhalten. Es sind vier Giebel und die inneren und äußeren Längswände zu erkennen.
Im Südosten des rechteckigen Innenhofs befindet sich ein Treppenturmrest. Ein Rundbogenportal und mehrere Spitzbogenfenster sind dort ebenfalls erhalten geblieben. Der Rest der Anlage weist Schichtenmauerwerk auf. Teile der Untergeschosse entstammen der Vorgängerburg aus dem 13. und 14. Jahrhundert.